# Hieracium microstictum
Hieracium microstictum es una especie de planta con flor del género Hieracium, de la familia Asteraceae, orden Asterales.

## Distribución
Hieracium microstictum se distribuye por Suecia.

## Taxonomía
Fue descrita científicamente por (Dahlst. y Enander ex Zahn) Dahlst. y Enander ex Johanss.